# Aire métropolitaine de La Nouvelle-Orléans
Pour les articles homonymes, voir GNO.

La région de la grande Nouvelle-Orléans est en gris.

L'aire métropolitaine de La Nouvelle-Orléans (en anglais : New Orleans–Metairie-Kenner Metropolitan Statistical Area) ou région de la grande Nouvelle-Orléans (en anglais : Greater New Orleans Region ou GNO) est l'agglomération de La Nouvelle-Orléans en Louisiane selon l'United States Census. Cela représente sept paroisses civiles, avec La Nouvelle-Orléans comme principale ville, mais également les villes de Kenner et Metairie.
En avril 2012, 1,2 million d'habitants peuplaient cette région.